# Tiempo perfecto
Tiempo perfecto es un EP/demo de la banda mexicana de rock en español Coda y fue publicado por Discos Gas en 1990 en formato de disco de vinilo.

## Historia
Coda fue fundado por el cantante Salvador «Chava» Aguilar y el guitarrista Antonio «Toño» Ruiz; éstos invitaron a Jesús «Chucho» Esquivel y Zito Martínez, baterista y bajista respectivamente.  Por último, el teclista Diego Benyure completó la agrupación.
Este EP es la primera producción discográfica de la banda, formada un año antes del lanzamiento de esta maqueta. Tiempo perfecto fue grabado a finales de 1989 en la Ciudad de México.

## Lista de canciones
Todas las canciones fueron escritas por Coda.

| Lado A |                       |          |  |
| N.º    | Título                | Duración |  |
| 1.     | «Intro»               | 0:30     |  |
| 2.     | «Giraré (Hasta caer)» | 3:36     |  |
| 3.     | «Suelto el deseo»     | 3:43     |  |
| 4.     | «Sin dinero»          | 3:20     |  |
| 5.     | «Tiempo perfecto»     | 3:44     |  |

| Lado B |                       |          |  |
| N.º    | Título                | Duración |  |
| 6.     | «Espía»               | 4:23     |  |
| 7.     | «¿Por qué te fuiste?» | 5:14     |  |
| 8.     | «Con o sin ti»        | 5:18     |  |
| 9.     | «Como un tiro»        | 1:20     |  |

## Créditos
- Salvador «Chava» Aguilar — voz
- Antonio «Toño» Ruiz — guitarra
- Jesús «Chucho» Esquivel — batería
- Zito Martínez — bajo
- Diego Benyure — teclados